# Cool Vibes
Cool Vibes – singiel estońskiego zespołu muzycznego Vanilla Ninja napisany przez Davida Brandesa, Jane Tempest (Petrę Brändle) i Johna O’Flynna (Bernda Meinungera) oraz promujący trzeci album studyjny grupy zatytułowany Blue Tattoo wydany w 2005 roku.
W marcu 2005 roku utwór został wybrany wewnętrznie przez krajowego nadawcę publicznego na propozycję reprezentującą Szwajcarię w 50. Konkursie Piosenki Eurowizji organizowanym w Kijowie. Premiera piosenki odbyła się 5 marca podczas specjalnego koncertu przygotowanego przez cztery lokalne telewizje publiczne
. 19 maja numer został zaprezentowany przez zespół w półfinale widowiska i z ósmego miejsca awansował do finału, w którym zajął ostatecznie ósme miejsce ze 128 punktami na koncie, w tym m.in. z maksymalnymi notami 12 punktów od Łotwy i Estonii.

## Lista utworów
CD single
1. „Cool Vibes” – 3:00

CD Maxi-single
1. „Cool Vibes” (Radio Edit) – 4:05
2. „Cool Vibes” (Classical Version) – 4:04
3. „Cool Vibes” (Extended Version) – 6:33
4. „Cool Vibes” (Eurovision Version) – 3:00

## Notowania na listach przebojów
| Kraj       | Lista (2005)    | Najwyższe miejsce |
| ---------- | --------------- | ----------------- |
| Szwajcaria | Singles Top 75  | 17                |
| Niemcy     | Singles Top 100 | 42                |
| Austria    | Singles Top 75  | 58                |